# The Very Best Of ICE BOX
『The Very Best Of ICE BOX』（ザベリー・ベスト・オブ・アイス・ボックス）は、ICE BOXのスタジオ・アルバム。1994年7月6日にメルダックから発売された。

## 概要
森永製菓の冷菓「ICE BOX」のキャンペーンの一環として1994年に吉岡忍、池田聡、中西圭三、伊秩弘将により期間限定ユニット「ICE BOX」を結成、同ユニットのシングル「冷たいキス」がCMソングに使用された。
本作はユニット結成・制作当初からアルバム1作のみの発売で活動を終えることが決まっていたため、このアルバム・タイトルになったとアルバム発売当時のインタビューで4人が語っている。音楽プロデュースは有賀啓雄と共同で行われた。
作詞は自身の他に、池田聡と親交のある秋元康が4曲を提供している。
本作発売後、17曲目の「落日」がシングルカット。ミュージック・ビデオも作られた。

## 収録曲
全編曲（6以外）・作曲（9,13,16）：有賀啓雄・ICE BOX
作詞・全作曲（特記以外）：ICE BOX
作詞：秋元康（2,4,8,17）高尾直樹（10）／編曲：溝口肇（6）
1. 名前
2. 冷たいキス（lemon taste mix）
3. ICE BOX GIRL
4. フワフワ
5. Sun Flower Fields
6. 七夕
7. Jam Session#1（みだらにダンス）
8. ガンジス河へ
9. Jam Session#2（ウッキーのヘルメット）
10. RISE
11. 荒野のダンディー（The Cowboy Song）
12. 天国のクリス
13. Jam Session#3（Inter Play）
14. 方舟
15. 経験したいお年ごろ（baking powder mix）
16. Jam Session#4（Welcome To This Place）
17. 落日